# Alliku (Alutaguse)
Alliku is een plaats in de Estlandse gemeente Alutaguse, provincie Ida-Virumaa. De plaats telt 38 inwoners (2021) en heeft de status van dorp (Estisch: küla).
Tot in 2017 lag Alliku in de gemeente Iisaku. In dat jaar werd die gemeente bij de gemeente Alutaguse gevoegd.